# SG-20 (Spanje)
De SG-20 is een stedelijke randweg bij de plaats Segovia in Spanje. 
Het heeft snelwegnormen (2x2 rijstroken gescheiden door een stevige centrale massieve vloer) over de hele lengte.